# Kantor
Kantor (grško πρωτοψάλτης, dob. 'prvi pevec'; iz grško ψάλτης, latinizirano: psaltes, dob. 'pevec') je predpevec oziroma zborovodja pri bogoslužju. Kantorji so prisotni v evangeličanskih, rimokatoliških in judovskih bogoslužjih.  
Kot kantor ali kantorka se v cerkveni občini označi tudi oseba, ki je odgovorna za cerkveno glasbo, pri čemer morajo kantorji evangeličanske in rimokatoliške Cerkve končati cerkveni glasbeni študij in so največkrat poklicno nameščeni. Častni naziv kantor se lahko podeli osebam, ki na tem področju dosežejo vidne uspehe.
Kot cerkveni glasbenik je kantor v cerkveni občini tudi organist oziroma pianist in spremlja petje v cerkveni občini. Skoraj vse cerkvene občine uporabljajo v ta namen pesmarico. Kantorjeva funcija je tudi sodelovanje pri samem bogoslužju. Vodi otroške in cerkvene pevske zbore in instrumentalne ansamble, če ti obstajajo.
V prejšnjih časih je bila funkcija kantorja povezana s funcijo krajevnega učitelja.

### Znameniti kantorji
Mnogi kantorji so bili tudi slavni skladatelji. Znani kantorji so bili npr. Johann Sebastian Bach, Georg Philipp Telemann in Jurij Slatkonja.